# Racing Athletic Club
Racing Athletic Club, también conocido como Racing de Olavarría,  es un club deportivo de la ciudad de Olavarría, ubicada en el interior de la Provincia de Buenos Aires, en la República Argentina. En el mismo, se practican distintas disciplinas como: fútbol, básquet, sóftbol, rugby, patín, vóley, boxeo, tenis y taekwondo.
El equipo de fútbol, compite en el Torneo Regional Amateur 2024/25, división que corresponde a la cuarta categoría del fútbol argentino, habiéndose clasificado a la 3a. Ronda después de ganarle a Alumni Azuleño, y debiendo jugar con Embajadores de Olavarría.
Y también en la Liga de Fútbol de Olavarría, siendo eliminado en Primera Fase.

## Historia
Hasta mediados de 1917 Racing aún no tenía comisión directiva. En julio de ese año se realizó la primera asamblea en un local ubicado en Rivadavia y Vélez Sársfield, y se eligieron las primeras autoridades, que fueron compuestas de la siguiente manera:
- Presidentes Honorarios: Ramón A. Rendón, Juan A. Errecart y Francisco Lettieri.
- Presidente: Silvano Figueroa.
- Vicepresidente: Concepción Andreu.
- Secretario: Mariano Noblía.
- Tesorero: Guillermo Garrós.
- Vocales: Ignacio Iturregui, Ignacio Zubiría, Pedro Mendía y Justo Lardoueyt.

La comisión directiva tuvo su primera sede en una pieza alquilada en la calle Rivadavia (entre Hornos y Bolívar), a la altura del 2400.
La primera camiseta de Racing fue verde y negra. Años más tarde fue cambiada por una casaca azul marino con una estrella de cinco picos blanca en el pecho, y desde 1921 se adoptó la actual divisa blanca con una estrella azul en el pecho y pantalón azul.

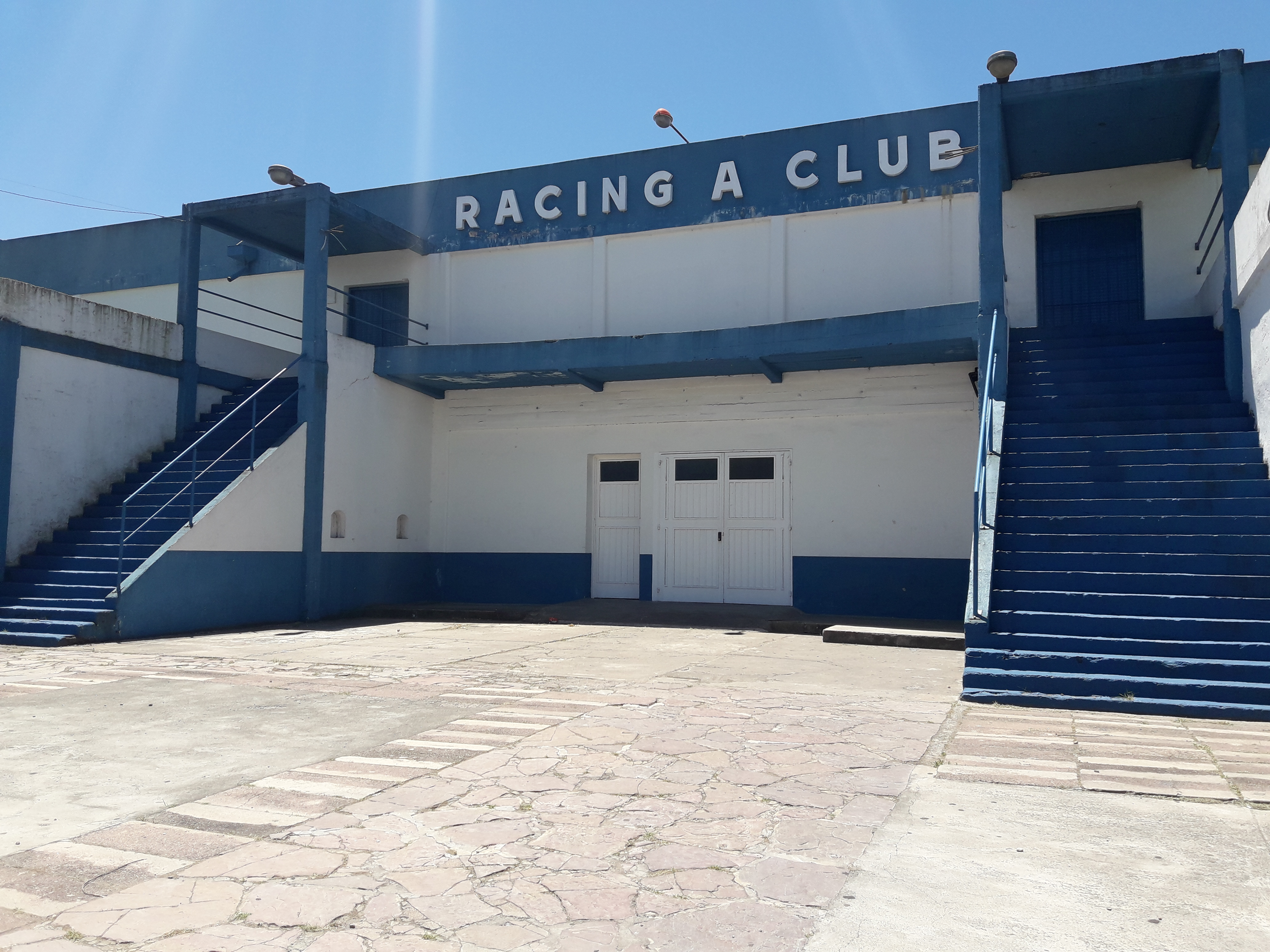
Vista del frente del club (Avenida Colón).

Racing logró su primer trofeo al vencer 1 a 0 a Porteño, el 9 de agosto de 1917, tras haber empatado 0 a 0 en el primer partido, disputado el 5 de agosto. La copa fue instituida por los capitanes de ambos equipos: Antonio Marcos de Racing y Tomás Rivielli. Aquel equipo de Racing formó con José Fereyra; Carlos Pascual y Silvano Figueroa; Ignacio Zubiría, Ignacio Iturregui y Francisco Fittipaldi; C. Andreu, A. Marcos, Emilio Visconti, Pedro Mendía y José E. Cavilla.
El acta de fundación y toda la documentación de los primeros años se perdieron en una inundación producida en el año 1919. Racing no tuvo cancha propia hasta 1921. El 27 de junio de ese año el presidente don José V. Jordán firmó el contrato de cesión de unos terrenos que pertenecían al actual barrio San Vicente.
Se llamó la cancha de Villa Magdalena, y fue inaugurada el 20 de noviembre de 1921. Sin recursos para construir las obras en ese predio, Racing contó con la colaboración de don Salvador Di Sisto, quien compró el tejido, los postes y una tranquera para levantar el alambrado olímpico alrededor de la cancha.
En la asamblea del 29 de agosto de 1925, la comisión directiva resolvió comprar unos terrenos de 25 mil varas cuadradas a un costado del arroyo Tapalqué, lo que hoy es el Parque de Olavarría.
El 14 de agosto de 1927 se inauguró la cancha de fútbol construida gracias a la colaboración de dirigentes, socios y a un subsidio del gobierno municipal. Así se levantó la casilla–chalet, y un año más tarde se construyeron dos tribunas, el cerco perimetral y un túnel. En este estadio Racing salió campeón en 1963. Igualó con Estudiantes y dirigió Guillermo Nimo, ante una multitud que se regocijó viendo la delantera chaira: Marolla, López y Kellemen.
En 1931 se realizaron los primeros torneos de ajedrez en el club.
En 1932 Racing obtuvo su personería jurídica y a partir de allí comenzó una época de crecimiento para la institución de Olavarría; se formó el primer equipo de básquetbol y se inició la actividad de bochas, dos actividades con grandes logros y recuerdos.

El 12 de agosto de 1933 con una colorida fiesta quedó inaugurada la primera cancha de pelota paleta de un club de Olavarría. En el partido inaugural, Raúl Montenegro – Miguel Ripoll superaron a Arana – Casas por 30 tantos a 23.
El ciclismo en Racing se remonta a 1938, cuando comenzó la construcción del famoso anillo que se inauguró el 29 de enero de 1939, con una prueba de tres horas a la americana. Contaba con dos tribunas y luz artificial y era elogiado por los mejores penalistas del país. Vale recordar en esta disciplina a Ricardo Jurado, Oscar Roldán, Bernardino Vavrín y Roberto Acides Dinaldi.
Una disciplina que no para de crecer en el club es el tenis, que cuenta con 8 canchas y un quincho, en homenaje a Edmundo Sevilla Bar.
El gimnasio deportivo se empezó a construir en 1955.
En 1969, durante la gestión de Don José Buglione, se inauguró el estadio “Ignacio Zubiría”, que hoy en un merecido reconocimiento lleva el nombre de “José Buglione Martinese“, unos de los más importantes del interior de la provincia de Buenos Aires, remodelado en 1981, para albergar los partidos de Loma Negra en el fútbol profesional y para ver a aquel equipo campeón de 1992 (el primero en forma invicta). Formaba con Alfredo Leguizamón; Mario Aguer, Pablo Ponce, Cacho Leiva y Alejandro Suárez; Gustavo Guevara, Daniel Ortiz, Luís Calandra y Eduardo Doncel; Ángel Ismael “Bocha” Flores y Guillermo Barbeito. DT: Dardo Seibel.

### Vóley
Liga Nacional B1 Masculina

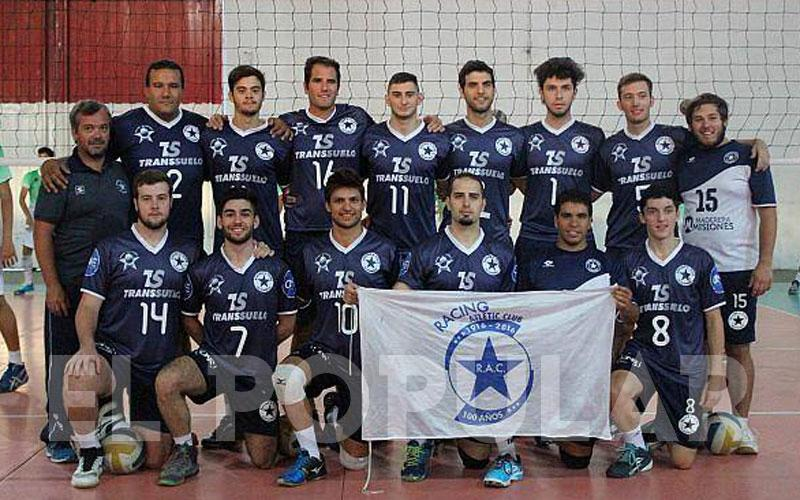
Racing Olavarria 2018

En el año 2018 el vóley masculino del club participó de la primera edición de la Liga Nacional B1, logrando la novena ubicación y convirtiéndose en el primer equipo masculino de la ciudad en participar de una competencia nacional en mayores (ya lo había hecho en femenino). 
El plantel estuvo conformado por: 
Puntas: Luciano Capelli (C), Braian Mac Gaw, Guido Rodríguez, Facundo Domizzi.
Armadores: Federico Iraci, Bernardo Rivero.
Opuestos: Pablo Belozcar, Eric Weinhandl.
Centrales: Lautaro Hiess, Valentín Masson, Diego Rognoni, Juan Pablo Mogavero.
Líberos: Alejo Carbajo, Leonel Lorenzo.

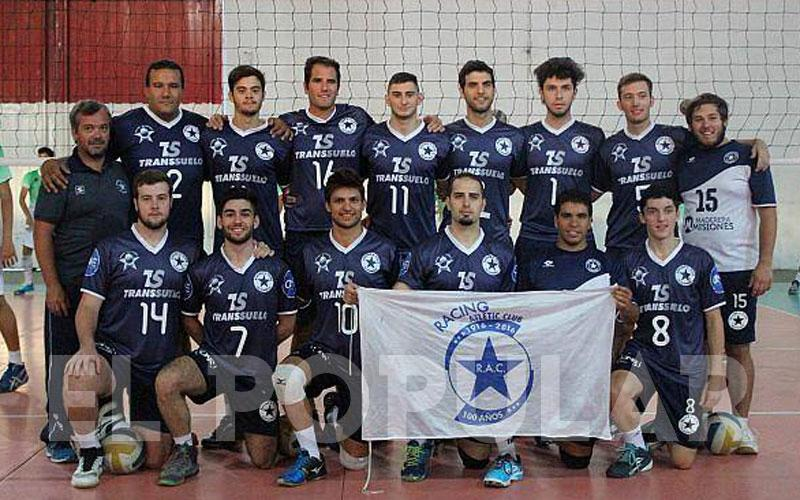

Entrenador: Guillermo Padin.
Sudamericano femenino año 1995:

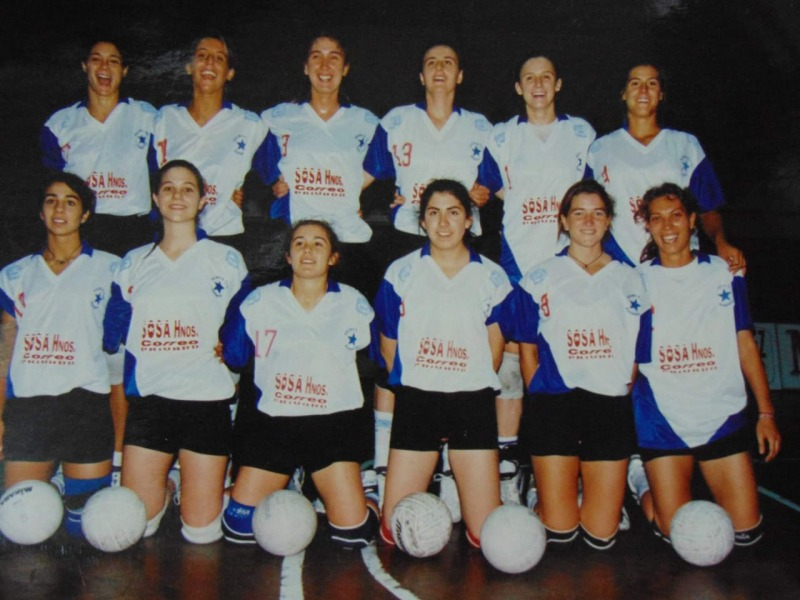

Del 2 al 8 de abril de 1995, el plantel superior de vóley femenino Chaira jugaba el Sudamericano de Clubes Campeones en Medellín. El plantel Chaira estaba conformado por María Victoria Fortunato, Victoria Echezuri, Mariana Judith Ratti, Carolina Mariel Barragán, María Eugenia Cuniolo, Sandra Mariana Sesto, Paula Verónica Parisi, Karina Gabriela Ruiz, Viviana Patricia Ramírez, Alcira Haydee Urreta, Jimena Aristizábal, Claudia Andrea Izzi. DT César Daniel Maletta. Asistente Guillermo Darío Ducuing. Preparador físico Claudio Benitez.

### Presente
El club ascendió al Torneo Argentino A en la temporada 2004/2005 luego de vencer en promoción a Juventud de Pergamino. Tras un paso sin gloria por la categoría al final de la temporada 2005-2006 descendió nuevamente al Torneo Argentino B, categoría la cual estuvo en peligro real de perder luego de un último puesto en el Apertura 2006.
En 2011, logró su vuelta al Torneo Argentino A tras derrotar por lanzamientos penales al Club Deportivo Roca en la final de la zona Sur del Torneo Argentino B 2010-2011.
En la temporada 2013- 2014 luego de 3 años en el Torneo Argentino A el equipo desciende al Torneo Argentino B luego de una muy mala campaña.  
Tras la eliminación del Torneo Federal B, el club actualmente recibió una licencia deportiva para participar del Torneo Federal Regional Amateur por 3 años.

### Cronología de Presidentes
- 1917: Silvano Figueroa
- 1918: Pedro Tossolino / Julio Jordán Travi
- 1919: Julio Jordán Travi
- 1920: Julio Jordán Travi / José V. Jordán
- 1921: José V. Jordán
- 1922: Pedro I. Mozotegui
- 1923: Santiago Corradi
- 1924-25: José V. Jordán
- 1926: Antonio Andreu
- 1927-29: José V. Jordán
- 1930: Guillermo Pellicioni Triaca
- 1931: José V. Jordán
- 1932-33: Aristóbulo P. Moya
- 1934: José V. Jordán
- 1935: Aritóbulo P. Moya / José V. Jordán
- 1936: José V. Jordán
- 1937: Aristóbulo P. Moya
- 1938-39: Dr. Rufino Dionisio Fal
- 1940: Carlos Andreu
- 1941: Agapito Collantes / Dr. Alberto Miotti
- 1942: Dr. Alberto Miotti
- 1943: Dr. Alberto Miotti / Mario O. Combessies
- 1944: Mario O. Combessies
- 1945-49: Dr. Alberto Miotti
- 1950-56: Ignacio Zubiría
- 1957-58: Arturo Enrique Rivara
- 1959-60: Andrés Octavio Di Salvo
- 1961: Arturo Enrique Rivara
- 1962: Félix Andreu
- 1963-74: José Domingo Buglione Martinese
- 1975-77: Dr. Raúl Néstor Monente
- 1978-79: Luis Roberto Bianucci
- 1980-82: Dr. Mario Emilio Lázaro
- 1983: Dr. Mario Emilio Lázaro – Dr. Hugo Bonsignore
- 1984-85: Dr. Hugo Bonsignore
- 1986-87: Isidoro Benedicto Montanucci
- 1988: Isidoro Montanucci / Lorenzo Julio Bais
- 1989: Lorenzo Julio Bais
- 1990-93: Daniel Omar Martínez
- 1993-97: Dr. Carlos Alberto Bührle
- 1997-99: Dr. Agustín E. Marinangeli
- 1999-01: Roberto Gil
- 2001-03: Jorge Ancarani
- 2003-09: Dardo César González
- 2009: Juan Alberto Lucas
- 2009-2013: Adolfo Palahy
- 2013-2015: Oscar Rivera
- 2016-2020: Carlos Orifici
- 2016 - actualidad: Mario Giacomaso

## El estadio

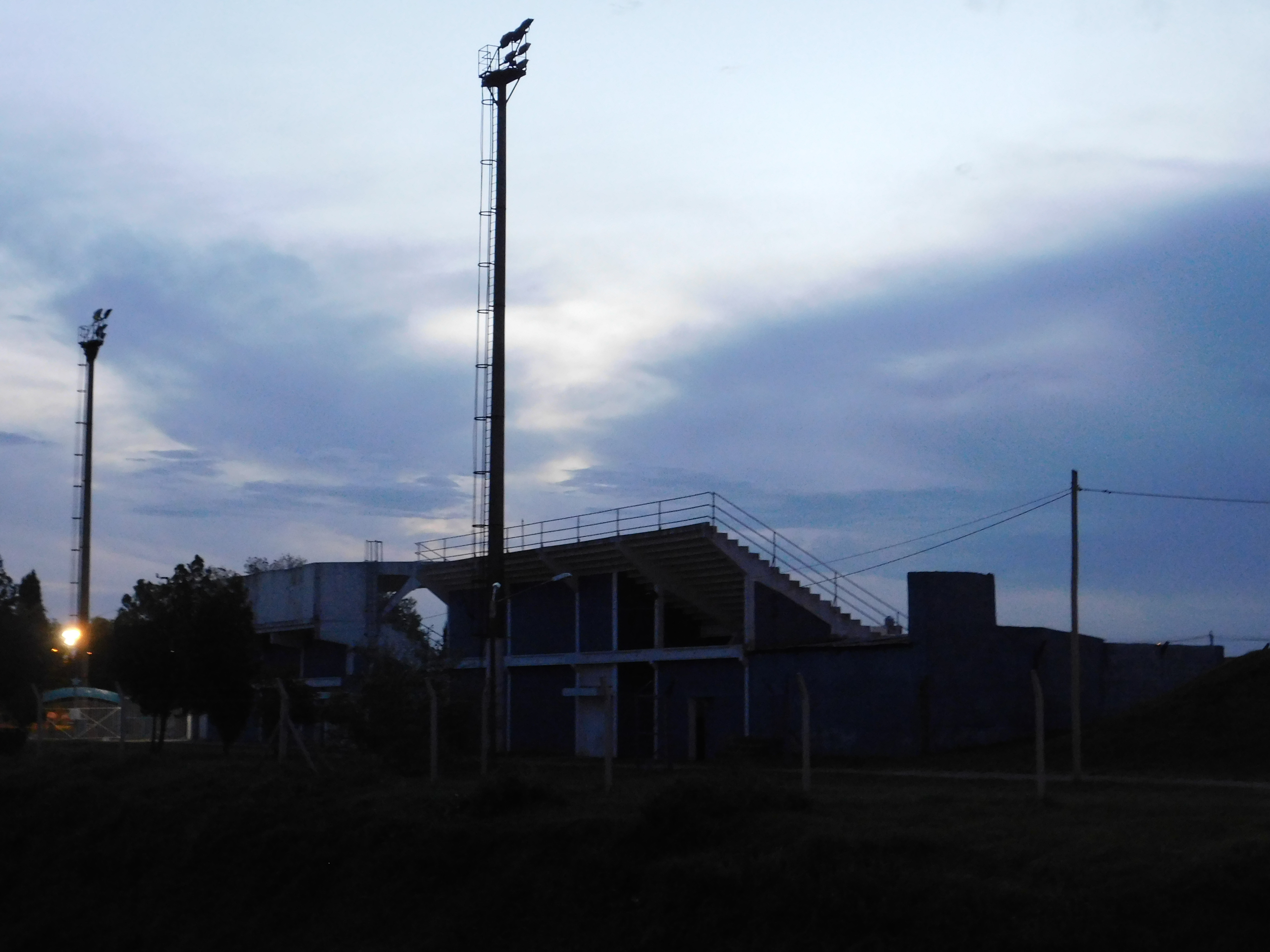
Estadio de fútbol de Racing de Olavarría.

La antigua cancha quedaba chica, y su idea era el engrandecimiento del club, que contempló además el nuevo balneario y los vestuarios y baños del gimnasio.
Luego de grandes movimientos de tierra en la parte última en anexarse al Parque Olavarría, República del Líbano a Avenida Sarmiento, entre el arroyo y Cerrito, el anillo de cemento de 400 metros comenzó a erigirse. La inversión fue de veinte millones de la época. Se construyeron sobre el lateral este una platea techada (Tribuna Cincuentenario) con 464 asientos y una tribuna de cemento, y sobre el lateral opuesto otra tribuna de cemento, ambas con capacidad para 1200 personas. Vestuarios con once duchas cada uno, mesa de masajes, bancos y percheros, todo azulejado. Túneles individuales para equipos y árbitros. Los moldes para los asientos de las plateas los cedió el Club Rosario Puerto Belgrano de Punta Alta; lo primero en crearse fueron las tribunas y sus vestuarios, que se utilizaban en las temporadas de verano. La iluminación artificial se inauguró en 1975 y los arcos originales fueron reemplazados en 2008. Las tribunas cabeceras y las tubulares, junto a las cabinas de prensa, los módulos de sanitarios y boleterías se colocaron en 1981 cuando Loma Negra fue local en su intervención en las Nacionales 1981 y 1983.

### Denominaciones
Se llamó Estadio Parque Olavarría desde su habilitación hasta el 25 de noviembre de 1975 en que pasó a denominarse "Ignacio Zubiría". Desde la reunión de CD del 18 de enero de 1994 pasó a llamarse "José Buglione Martinese" en homenaje al hacedor del mismo.

## Escudo del Centenario

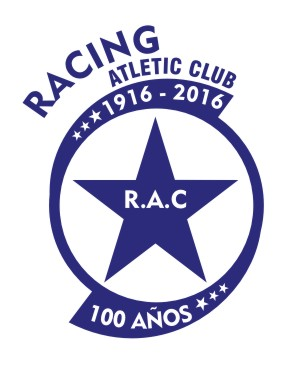
Escudo del centenario.

Con motivo del centenario cumplido el 16 de abril de 2016, el club presentó un escudo rediseñado agregando los años de la conmemoración y en el pie 100 años. Además, por primera vez el nombre del club aparece completo en el escudo. Este será implementado en la indumentaria de todas las disciplinas acompañado del escudo original.

## Entrenadores

### Cuerpo Técnico 2019/2020
- Entrenador:  Duilio Botella

- Preparador Físico:  Jorge "Rombo" Masson

- Entrenador de Arqueros:  Gustavo Jalil

- Médico:  Darío Moretti

- Utilero:  Kévin "Keké" Juárez

## Palmarés
- Liga de fútbol de Olavarría (22): 1927, 1930, 1931, 1939, 1941, 1952, 1956, 1963, 1968, 1971, 1973, 1976, Final 1976; 1992, 1993, 1994, 2000, 2003, 2009, 2012, 2016, Apertura 2019, Clausura 2022.[6]
- Torneo Argentino B (1): 2010/11
- Torneo Interligas (1): 2022

### Otros logros
- Campeón Apertura Torneo Argentino B 2004-05
- Ascenso a Torneo Argentino A 2005-06
- Clasificación a la Copa Argentina: 2011, 2012, 2013, 2014 y 2017

### Copas nacionales
| Título                 | Sede      | Resultado                                |
| ---------------------- | --------- | ---------------------------------------- |
| Copa Argentina 2011-12 | Argentina | Treintaidosavos de final                 |
| Copa Argentina 2012-13 | Argentina | Treintaidosavos de final                 |
| Copa Argentina 2013-14 | Argentina | Fase Inicial Regional I                  |
| Copa Argentina 2014-15 | Argentina | Etapa Final - Fase preliminar regional   |
| Copa Argentina 2017-18 | Argentina | Primera Ronda - Fase Preliminar Regional |